# Šumadija

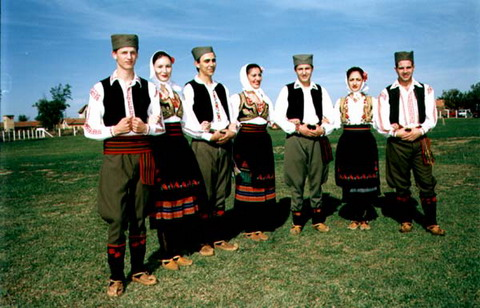
Šumadijský lidový oděv

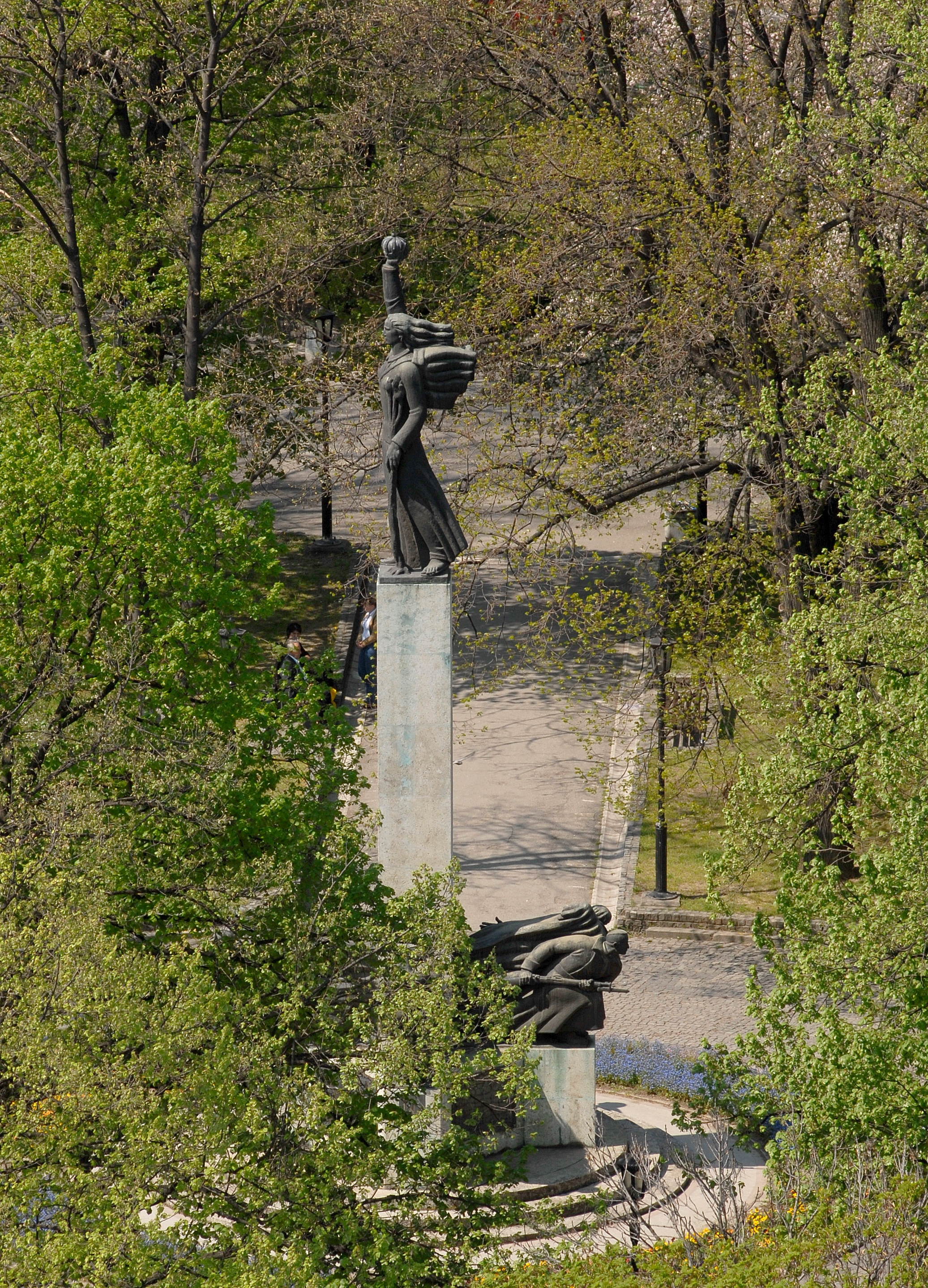
Pomník padlým Šumadincům v Kragujevci

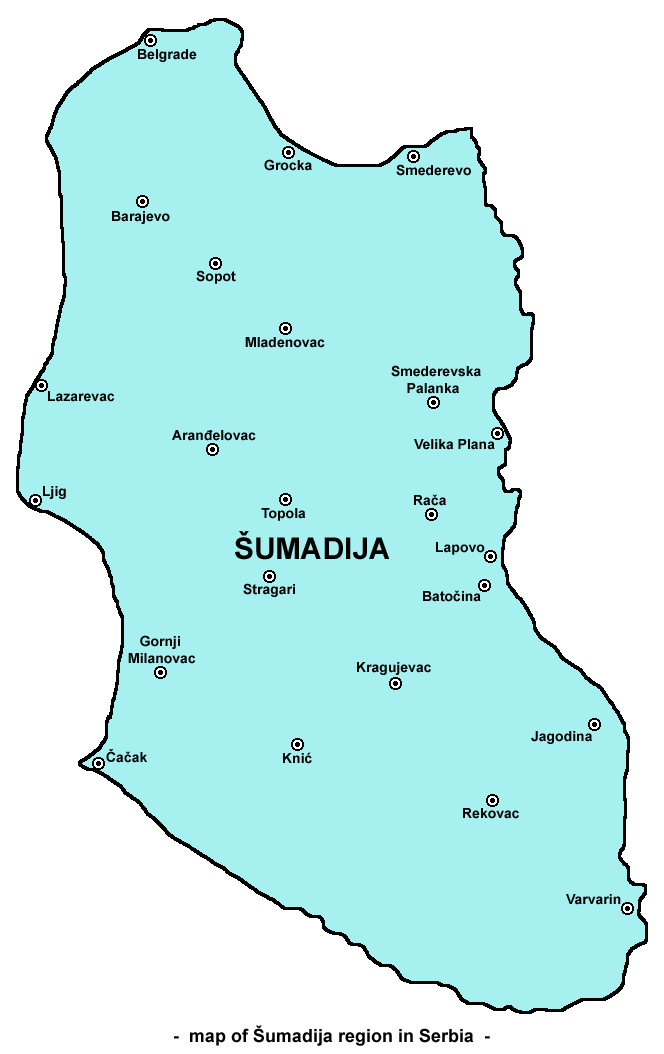
Území Šumadije

Šumadija (srb. Шумадија) je zeměpisná a etnografická oblast v Srbsku. Její jméno je odvozeno od srbského výrazu pro les (srb. šuma), který kdysi pokrýval většinu jeho území – podobnou etymologii má např. česká Šumava.  Historickým centrem Šumadije je město Kragujevac, který je také správním centrem stejnojmenného okresu.

## Vymezení
Šumadija je největší podoblastí centrálního Srbska. Její území v širším smyslu zahrnuje území vymezené řekami Sávou a Dunajem na severu, Velkou Moravou na východě, Západní Moravou na jihu, a Dičinou, Ljigem a Kolubarou na západě. Podle některých výkladů, např. antropogeografa Cvijiće a etnologa Erdeljanoviće, je severní hranicí Šumadije pás mezi vrcholy Kosmaje a Avaly.

## Historie
Před dobytím dnešního území Šumadije Římany žili na jejím území Ilyrské a keltské kmeny. Během římské nadvlády byla oblast administrativně připojena k provincii Moesia a po rozdělení této provincie se stala součástí Moesie Superior. Po pádu římské říše nad těmito oblastmi vládli Byzantinci, Hunové a Gepidové.
Slované se v této oblasti usídlili v šestém a sedmém století. Šumadiji obýval jihoslovanský kmen Moravanů. V devátém století se oblast stala součástí Bulharské říše, aby se v jedenáctém století opět stala součástí Byzance.
Srbský stát se začal do jižních částí Šumadije šířit koncem dvanáctého století, zatímco severní části byly zahrnuty do Uherského království. Koncem třináctého století již celá oblast Šumadije byla součástí srbských států – jih byl součástí Milutinovy Rašky a sever Sremského království krále Dragutina, který určil za jedno ze svých hlavních měst Bělehrad. Po rozpadu Dragutinova státu se severní část Šumadije stala předmětem územního sporu mezi Srbskem a Uherskem.
Ve čtrnáctém století se větší část Šumadije (kromě Bělehradu a jeho okolí, které spravovalo Uhersko) stala součástí srbského státu cara Dušana a Lazara. Po bitvě na Kosově poli (1389) se celá Šumadija (včetně Bělehradu) stala součástí srbské despotoviny, aby se po jejím pádu (Bitva o Smederevo 1459) stala součástí Osmanské říše. Samotný Bělehrad padl do rukou Osmanů teprve v roce 1521.
V době osmanské správy byla oblast Šumadije součástí část Smederevského sandžaku, resp. Bělehradského pašalíku. Mezi lety 1718 a 1739 dobyla rakouská vojska oblast Šumadije, a ta se stala součástí rakouské provincie „Království Srbska“. Po roce 1739 Šumadija opět patřila osmanskému Smederevskému sandžaku. Pod osmanskou vládou zůstala Šumadija až do Prvního srbského povstání v roce 1804, a to s výjimkou krátkého období 1788 – 1790, kdy se podruhé ocitla pod správou Rakouska.
První srbské povstání vypuklo v šumadijské obci Orašac 14. února 1804 pod vedením Đorđe Petroviće - Karađorđeho, jehož sídlem během povstání bylo městečko Topola, kde dnes stojí mauzoleum královského rodu Karađorđevićů. Po porážce prvního srbského povstání v roce 1813, byla Šumadija bezprostředně pod osmanskou vládou . Teprve Druhé srbské povstání (1815) mělo za výsledek vytvoření samostatného Srbského knížectví (jeho hlavním městem byl do roku 1842 Kragujevac), jež bylo v roce 1882 transformováno do Srbského království.
Během první světové války (1914-1918) byla Šumadija okupována Rakousko-Uherskem, aby byla v roce 1918 začleněna do obnoveného Království Srbska, následně Království Srbů, Chorvatů a Slovinců, přejmenovaný roku 1929 na Království Jugoslávie.
Mezi lety 1922 a 1929 se jeden z administrativních oblastí Království Srbů, Chorvatů a Slovinců jmenoval Šumadijska oblast. Přibližně zahrnovala území dnešní Šumadije a jejím centrem byl Kragujevac. Po zrušení této oblasti v roce 1929 bylo území rozděleno mezi Správu města Bělehrad a Dunajskou, Moravskou a Drinskou bánovinu.
Během okupace Jugoslávie státy Osy (1941 – 1944) byla Šumadija pod německou okupační správou. Po osvobození země se stala součástí Lidové republiky Srbsko, která byla jednou ze šesti republik druhé, socialistické Jugoslávie. Po rozpadu Jugoslávie (1991-1992) se Šumadija stává součástí třetí Jugoslávie skládající se z Republiky Srbsko a Republiky Černá Hora, jež byla v roce 2003 přeměněna na státní unii s názvem Srbsko a Černá Hora. Po rozdělení tohoto svazu v roce 2006 Šumadija zůstává částí nezávislé Republiky Srbsko .

## Významná města v Šumadiji
- Bělehrad (většina města)
- Aranđelovac
- Čačak (severní část města)
- Gornji Milanovac
- Jagodina
- Kragujevac
- Lazarevac
- Mladenovac
- Smederevo
- Smederevska Palanka
- Velika Plana